# Jong Ajax
Jong Ajax, også omtalt Ajax II og Ajax 2, er reservehold for den hollandske fodboldklub AFC Ajax fra Amsterdam. Holdet spiller i Hollands næstbedste række Eerste divisie.